# Artūrs Garonskis
Artūrs Garonskis (født 25. maj 1957 i Riga) er en lettisk tidligere roer.

## Rokarriere
Garonskis roede for Dinamo i hjembyen Riga, og i 1975 blev han juniorverdensmester i toer med styrmand. Senere roede han firer med styrmand i en båd, hvis besætning også bestod af brødrene Dimants og Dzintars Krišjānis, Žoržs Tikmers og styrmand Juris Bērziņš. I denne båd var han med til at vinde VM-sølv for Sovjetunionen i 1979.
Ved OL 1980 i Moskva var det samme båd, der deltog for Sovjetunionen. De blev blot nummer tre i indledende heat og måtte i opsamlingsheat, som de vandt og dermed sikrede sig kvalifikation til finalen. Her førte de størstedelen af løbet, men på de sidste 500 m blev de overhalet af DDR, der sikrede sig guldet, mens Garonskis og hans makkere fik sølv og Polen bronze.

## OL-medaljer
- 1980:  Sølv i firer med styrmand